# Starovičky
Starovičky (deutsch Klein Steurowitz) ist eine Gemeinde in Tschechien. Sie liegt fünf Kilometer südöstlich von Hustopeče und gehört zum Okres Břeclav.

## Geographie

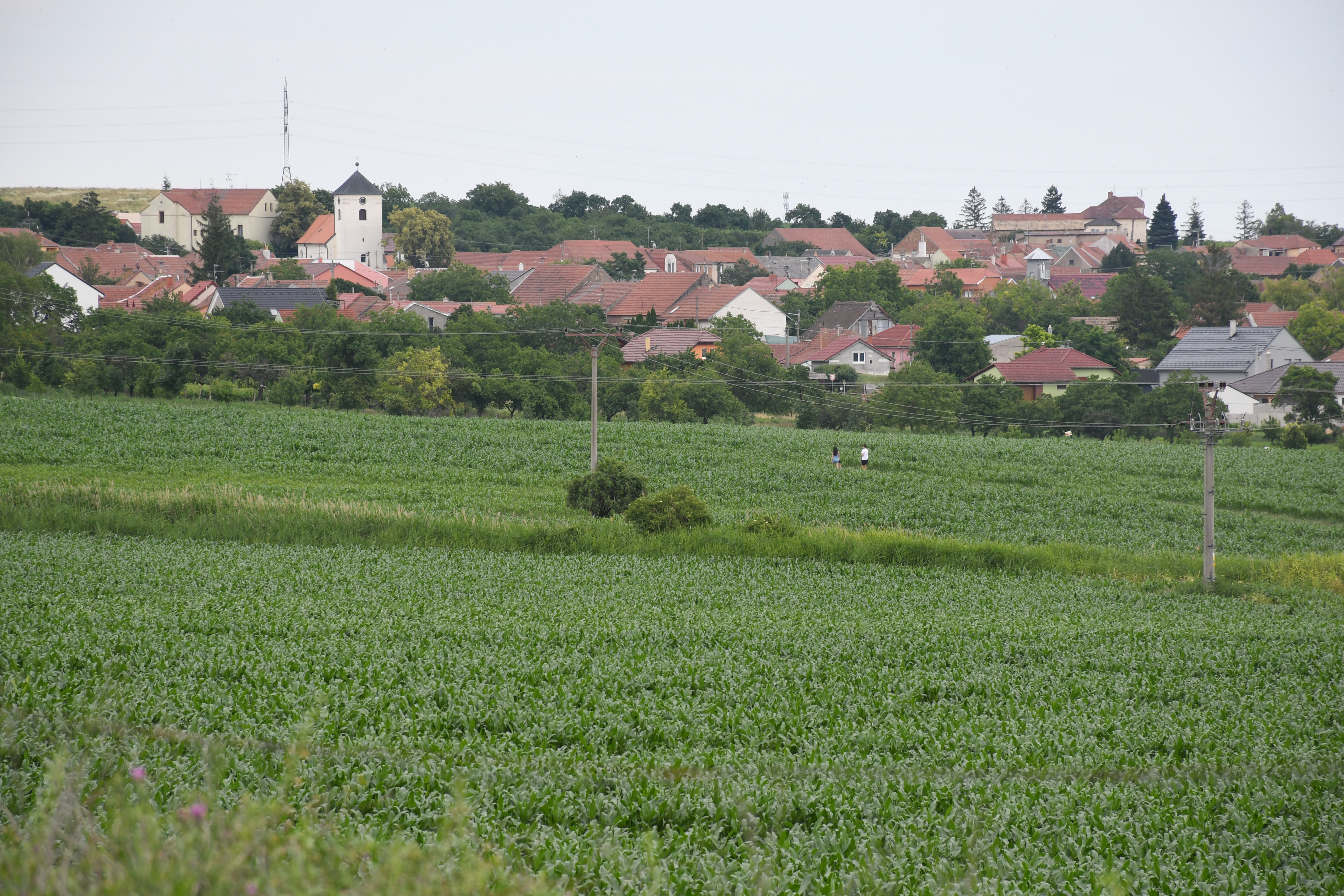
Starovičky

Starovičky befindet sich am südlichen Fuße der Hustopečská pahorkatina im Dolnomoravský úval (Südliches Marchbecken). Das Dorf liegt im Quellgebiet des Baches Starovičký potok, der westlich von Starovičky in die Štinkovka mündet. Nördlich erhebt sich der Soudný (277 m), im Nordosten die Tabulka (297 m), östlich die Pavlovická stará hora (234 m) und im Nordwesten der Kouty (Fleckenberg, 238 m). An der nordöstlichen Peripherie führt die Autobahn D 2/E 65 von Brno nach Břeclav vorbei. Südlich verläuft die Bahnstrecke Brno–Břeclav, von der zwei Kilometer südlich des Ortes am Bahnhof Zaječí die Bahnstrecke Zaječí–Hodonín abzweigt. Westlich des Dorfes verläuft entlang der Štinkovka die Bahnstrecke Šakvice–Hustopeče u Brna. Vier Kilometer südwestlich befinden sich die drei Thaya-Stauseen von Nové Mlýny (Neumühl). 
Nachbarorte sind Kurdějov und Horní Bojanovice im Norden, Němčičky im Nordosten, Velké Pavlovice im Osten, Rakvice im Südosten, Zaječí im Süden, Šakvice im Südwesten sowie Popice und Hustopeče im Nordwesten. 

## Geschichte
Archäologische Funde weisen eine frühzeitliche Besiedlung auf dem Gebiet der Gemeinde nach. Die ältesten sind Scherben der Mährischen Bemaltkeramikkultur aus der Zeit um 4700 v. Chr. 
Die erste urkundliche Erwähnung der Kirche in Starovičky erfolgte im Jahre 1239 im Zuge einer umfangreichen Schenkung des Přibyslav von Křižanov an das Altbrünner Heiliggeist-Spital. Es wird angenommen, dass Starovičky von tschechischen Kolonisten aus dem benachbarten Starovice gegründet worden ist. Das Dorf gehörte im 13. Jahrhundert zu den landesherrlichen Gütern und ging 1323 in den Besitz des neu gegründeten Königinklosters Alt Brünn über. Zu Beginn des 17. Jahrhunderts erwarben die Liechtensteiner Starovičky. 1839 nahm die Kaiser Ferdinands-Nordbahn südlich des Dorfes die Eisenbahn von Wien nach Brünn in Betrieb. 
Nach der Aufhebung der Patrimonialherrschaften bildete Starovičky/Klein Steurowitz ab 1850 eine Gemeinde in der Bezirkshauptmannschaft Auspitz. In dieser Zeit wurden bis 1923 auch bisweilen die Ortsnamen Malé Štajrovice und Šťarovičky verwendet. 1897 nahm die Lokalbahn Saitz–Czeicz–Göding, die am südlich des Dorfes auf freiem Feld errichteten Bahnhof Saitz abzweigte, den Verkehr auf. 
Nachdem 1938 infolge des Münchner Abkommens die Bezirksstadt Auspitz sowie die Dörfer Gurdau und Saitz dem Deutschen Reich zugeschlagen worden waren, grenzte Starovičky bis 1945 sowohl im Norden als auch Süden an das Deutsche Reich. Das Dorf wurde zunächst dem politischen Bezirk Brünn-Land und 1942 dem politischen Bezirk Göding zugeordnet. In den letzten Tagen des Zweiten Weltkrieges kam es beim Vormarsch der Roten Armee in den Abendstunden des 13. April 1945 nördlich des Dorfes an der Straße nach Auspitz zu einem Panzergefecht, bei dem sich ein sowjetischer T 34 unter glücklichen Umständen gegen eine Übermacht von vier deutschen Panther durchsetzte. Der sowjetische Panzerkommandant Iwan Stepanowitsch Mirenkow überlebte den Kampf mit schweren Verletzungen. Das siegreiche Gefecht wurde nachfolgend von der sowjetischen Staatspropaganda aufgegriffen und in übertriebener Form zu einer Heroismuslegende aufgebauscht. Nach Kriegsende wurde der Okres Hustopeče wiederhergestellt. Nach der Gebietsreform von 1960 wurde die Gemeinde zum 1. Januar 1961 dem Okres Břeclav zugeordnet. Seit 1999 führt Starovičky ein Wappen und Banner. Auf den Hügel der Hustopečská pahorkatina nördlich und östlich des Dorfes wird Wein angebaut.

## Gemeindegliederung
Für die Gemeinde Starovičky sind keine Ortsteile ausgewiesen.

## Sehenswürdigkeiten
- Kirche der hl. Katharina, aus dem 15. Jahrhundert
- Statue des hl. Johannes von Nepomuk, bei der Kirche, geschaffen 1743
- spätgotischer Bildstock
- Panzerdenkmal, nördlich an der Straße nach Hustopeče, der auf einem Betonsockel gehobene sowjetische T 34 erinnert an das Panzergefecht von Starovičky
- Denkmal der Opfer des Ersten Weltkrieges
- Denkmal der Befreiung
- Aussichtsturm U Obrázku, nordöstlich des Ortes am Soudný, errichtet 2007

## Söhne und Töchter der Gemeinde
- Radek Juška (* 1993), Weitspringer, aufgewachsen in Starovičky

## Ehrenbürger
- Iwan Stepanowitsch Mirenkow (* 1924), der sowjetische Panzerkommandant erhielt 1975 die Ehrenbürgerwürde